# Zone économique spéciale de Shantou
La zone économique spéciale de Shantou est l'une des cinq zones économiques spéciales de Chine populaire. Elle est située dans le Guangdong. À sa création, en 1980, elle ne comptait que 1,6 km², mais elle a été largement agrandie par la suite.